# Ingham (Lincolnshire)
Pour les articles homonymes, voir Ingham.
Ingham est une paroisse civile et un village du Lincolnshire, en Angleterre.